# Puchar Świata w łyżwiarstwie szybkim 2006/2007
Puchar Świata w łyżwiarstwie szybkim 2006/2007 był 22. edycją tej imprezy. Cykl rozpoczął się w holenderskim Heerenveen 10 listopada 2006 roku, a zakończył 4 marca 2007 roku w kanadyjskim Calgary.
Puchar Świata rozgrywano w 8 miastach, w 7 krajach, na 3 kontynentach. Dwukrotnie łyżwiarzy gościło Heerenveen.
Wśród kobiet najwięcej tytułów zdobyła Niemka Jenny Wolf, która wygrała na 100 i 500 m. Włoszka Chiara Simionato była najlepsza na 1000 m, Holenderka Ireen Wüst zwyciężyła na 1500 m, Czeszka Martina Sáblíková była najlepsza na 3000/5000, a rywalizację drużynową wygrały Holenderki. Wśród mężczyzn dominowali Holendrzy: Erben Wennemars wygrał na 1000 i 1500 m, Sven Kramer wygrał w klasyfikacji 5000/10 000 m, Holendrzy wygrali też klasyfikację drużynową. Na 100 m wygrał Japończyk Yūya Oikawa, a na 500 m triumfował Tucker Fredricks z USA. 

## Medaliści zawodów

### Kobiety

#### Wyniki
| Data                 | Miejsce                                                      | Konkurencja                                                  | Zwycięzca                                                              | 2. miejsce                                                             | 3. miejsce                                                        |
| -------------------- | ------------------------------------------------------------ | ------------------------------------------------------------ | ---------------------------------------------------------------------- | ---------------------------------------------------------------------- | ----------------------------------------------------------------- |
| 10-12 listopada 2006 | Heerenveen                                                   | 500 m (10 listopada)                                         | Lee Sang-hwa                                                           | Jenny Wolf                                                             | Wang Beixing                                                      |
| 10-12 listopada 2006 | Heerenveen                                                   | 1000 m (10 listopada)                                        | Anni Friesinger                                                        | Christine Nesbitt                                                      | Ireen Wüst                                                        |
| 10-12 listopada 2006 | Heerenveen                                                   | 500 m (11 listopada)                                         | Wang Beixing                                                           | Lee Sang-hwa                                                           | Jenny Wolf                                                        |
| 10-12 listopada 2006 | Heerenveen                                                   | 1500 m (11 listopada)                                        | Anni Friesinger                                                        | Christine Nesbitt                                                      | Ireen Wüst                                                        |
| 10-12 listopada 2006 | Heerenveen                                                   | 1000 m (12 listopada)                                        | Anni Friesinger                                                        | Christine Nesbitt                                                      | Ireen Wüst                                                        |
| 10-12 listopada 2006 | Heerenveen                                                   | 3000 m (12 listopada)                                        | Renate Groenewold                                                      | Ireen Wüst                                                             | Martina Sáblíková                                                 |
| 11-19 listopada 2006 | Berlin                                                       | 500 m (17 listopada)                                         | Jenny Wolf                                                             | Lee Sang-hwa                                                           | Wang Beixing                                                      |
| 11-19 listopada 2006 | Berlin                                                       | 1500 m (17 listopada)                                        | Anni Friesinger                                                        | Ireen Wüst                                                             | Christine Nesbitt                                                 |
| 11-19 listopada 2006 | Berlin                                                       | 500 m (18 listopada)                                         | Jenny Wolf                                                             | Lee Sang-hwa                                                           | Wang Beixing                                                      |
| 11-19 listopada 2006 | Berlin                                                       | 1500 m (18 listopada)                                        | Renate Groenewold                                                      | Ireen Wüst                                                             | Christine Nesbitt                                                 |
| 11-19 listopada 2006 | Berlin                                                       | 1000 m (19 listopada)                                        | Anni Friesinger                                                        | Ireen Wüst                                                             | Christine Nesbitt                                                 |
| 11-19 listopada 2006 | Berlin                                                       | Drużynowo (19 listopada)                                     | Holandia Renate Groenewold · Paulien van Deutekom · Ireen Wüst         | Kanada Kristina Groves · Shannon Rempel · Christine Nesbitt            | Niemcy Claudia Pechstein · Daniela Anschütz-Thoms · Lucille Opitz |
| 25-26 listopada 2006 | Moskwa                                                       | 5000 m (25 listopada)                                        | Claudia Pechstein                                                      | Daniela Anschütz-Thoms                                                 | Martina Sáblíková                                                 |
| 25-26 listopada 2006 | Moskwa                                                       | 1500 m (26 listopada)                                        | Anni Friesinger                                                        | Christine Nesbitt                                                      | Daniela Anschütz-Thoms                                            |
| 2-3 grudnia 2006     | Harbin                                                       | 500 m (2 grudnia)                                            | Lee Sang-hwa                                                           | Jenny Wolf                                                             | Wang Beixing                                                      |
| 2-3 grudnia 2006     | Harbin                                                       | 1000 m (2 grudnia)                                           | Chiara Simionato                                                       | Marianne Timmer                                                        | Wang Beixing                                                      |
| 2-3 grudnia 2006     | Harbin                                                       | 100 m (3 grudnia)                                            | Xing Aihua                                                             | Jenny Wolf                                                             | Lee Sang-hwa                                                      |
| 2-3 grudnia 2006     | Harbin                                                       | 500 m (3 grudnia)                                            | Jenny Wolf                                                             | Lee Sang-hwa                                                           | Wang Beixing                                                      |
| 2-3 grudnia 2006     | Harbin                                                       | 1000 m (3 grudnia)                                           | Chiara Simionato                                                       | Marianne Timmer                                                        | Annette Gerritsen                                                 |
| 9-10 grudnia 2006    | Nagano                                                       | 500 m (15 grudnia)                                           | Lee Sang-hwa                                                           | Jenny Wolf                                                             | Margot Boer                                                       |
| 9-10 grudnia 2006    | Nagano                                                       | 1000 m (15 grudnia)                                          | Shannon Rempel                                                         | Chiara Simionato                                                       | Nao Kodaira                                                       |
| 9-10 grudnia 2006    | Nagano                                                       | 100 m (16 grudnia)                                           | Judith Hesse                                                           | Lee Sang-hwa                                                           | Swietłana Kajkan                                                  |
| 9-10 grudnia 2006    | Nagano                                                       | 500 m (16 grudnia)                                           | Lee Sang-hwa                                                           | Jenny Wolf                                                             | Sayuri Yoshii                                                     |
| 9-10 grudnia 2006    | Nagano                                                       | 1000 m (16 grudnia)                                          | Chiara Simionato                                                       | Marianne Timmer                                                        | Shannon Rempel                                                    |
| 12-14 stycznia 2007  | 104. mistrzostwa Europy w wieloboju 2007 – Collalbo          | 104. mistrzostwa Europy w wieloboju 2007 – Collalbo          | 104. mistrzostwa Europy w wieloboju 2007 – Collalbo                    | 104. mistrzostwa Europy w wieloboju 2007 – Collalbo                    | 104. mistrzostwa Europy w wieloboju 2007 – Collalbo               |
| 20-21 stycznia 2007  | 38. Mistrzostwa świata w wieloboju sprinterskim 2007 – Hamar | 38. Mistrzostwa świata w wieloboju sprinterskim 2007 – Hamar | 38. Mistrzostwa świata w wieloboju sprinterskim 2007 – Hamar           | 38. Mistrzostwa świata w wieloboju sprinterskim 2007 – Hamar           | 38. Mistrzostwa świata w wieloboju sprinterskim 2007 – Hamar      |
| 27-28 stycznia 2007  | Heerenveen                                                   | 500 m (27 stycznia)                                          | Jenny Wolf                                                             | Swietłana Kajkan                                                       | Annette Gerritsen                                                 |
| 27-28 stycznia 2007  | Heerenveen                                                   | 1000 m (27 stycznia)                                         | Cindy Klassen                                                          | Anni Friesinger                                                        | Chiara Simionato                                                  |
| 27-28 stycznia 2007  | Heerenveen                                                   | 100 m (28 stycznia)                                          | Jenny Wolf                                                             | Judith Hesse                                                           | Sayuri Yoshii                                                     |
| 27-28 stycznia 2007  | Heerenveen                                                   | 500 m (28 stycznia)                                          | Annette Gerritsen                                                      | Chiara Simionato                                                       | Margot Boer                                                       |
| 27-28 stycznia 2007  | Heerenveen                                                   | 1000 m (28 stycznia)                                         | Anni Friesinger                                                        | Cindy Klassen                                                          | Margot Boer                                                       |
| 3-4 lutego 2007      | Turyn                                                        | 3000 m (3 lutego)                                            | Martina Sáblíková                                                      | Ireen Wüst                                                             | Cindy Klassen                                                     |
| 3-4 lutego 2007      | Turyn                                                        | 1500 m (4 lutego)                                            | Ireen Wüst                                                             | Anni Friesinger                                                        | Cindy Klassen                                                     |
| 3-4 lutego 2007      | Turyn                                                        | Drużynowo (4 lutego)                                         | Rosja Galina Lichaczowa · Jekatierina Abramowa · Jekatierina Łobyszewa | Kanada Kristina Groves · Brittany Schussler · Christine Nesbitt        | Holandia Jorien Voorhuis · Moniek Kleinsman · Wieteke Cramer      |
| 9-11 lutego 2007     | 101. mistrzostwa świata w wieloboju 2007 – Heerenveen        | 101. mistrzostwa świata w wieloboju 2007 – Heerenveen        | 101. mistrzostwa świata w wieloboju 2007 – Heerenveen                  | 101. mistrzostwa świata w wieloboju 2007 – Heerenveen                  | 101. mistrzostwa świata w wieloboju 2007 – Heerenveen             |
| 17-18 lutego 2007    | Erfurt                                                       | 1500 m (17 lutego)                                           | Anni Friesinger                                                        | Ireen Wüst                                                             | Kristina Groves                                                   |
| 17-18 lutego 2007    | Erfurt                                                       | 5000 m (18 lutego)                                           | Martina Sáblíková                                                      | Claudia Pechstein                                                      | Daniela Anschütz-Thoms                                            |
| 17-18 lutego 2007    | Erfurt                                                       | Drużynowo (18 lutego)                                        | Niemcy Claudia Pechstein · Daniela Anschütz-Thoms · Lucille Opitz      | Rosja Jekatierina Łobyszewa · Jekatierina Abramowa · Galina Lichaczowa | Holandia Ireen Wüst · Jorien Voorhuis · Wieteke Cramer            |
| 2-4 marca 2007       | Calgary                                                      | 500 m (2 marca)                                              | Wang Beixing                                                           | Jenny Wolf                                                             | Sayuri Ōsuga                                                      |
| 2-4 marca 2007       | Calgary                                                      | 3000 m (2 marca)                                             | Ireen Wüst                                                             | Christine Nesbitt                                                      | Kristina Groves                                                   |
| 2-4 marca 2007       | Calgary                                                      | 500 m (3 marca)                                              | Wang Beixing                                                           | Sayuri Ōsuga                                                           | Jenny Wolf                                                        |
| 2-4 marca 2007       | Calgary                                                      | 1500 m (3 marca)                                             | Ireen Wüst                                                             | Kristina Groves                                                        | Cindy Klassen                                                     |
| 2-4 marca 2007       | Calgary                                                      | 1000 m (4 marca)                                             | Martina Sáblíková                                                      | Daniela Anschütz-Thoms                                                 | Kristina Groves                                                   |
| 2-4 marca 2007       | Calgary                                                      | 100 m (4 marca)                                              | Jenny Wolf                                                             | Sayuri Ōsuga                                                           | Lee Sang-hwa                                                      |
| 8-11 marca 2007      | 10. Mistrzostwa świata na dystansach 2007 – Salt Lake City   | 10. Mistrzostwa świata na dystansach 2007 – Salt Lake City   | 10. Mistrzostwa świata na dystansach 2007 – Salt Lake City             | 10. Mistrzostwa świata na dystansach 2007 – Salt Lake City             | 10. Mistrzostwa świata na dystansach 2007 – Salt Lake City        |

#### Klasyfikacje
| Lp. | Zawodnik          | Punkty |
| --- | ----------------- | ------ |
| 1.  | Jenny Wolf        | 390    |
| 2.  | Judith Hesse      | 310    |
| 3.  | Lee Sang-hwa      | 255    |
| 4.  | Sayuri Ōsuga      | 220    |
| 5.  | Swietłana Kajkan  | 205    |
| 6.  | Annette Gerritsen | 132    |
| 7.  | Chiara Simionato  | 132    |
| 8.  | Sayuri Yoshii     | 129    |
| 9.  | Xing Aihua        | 100    |
| 10. | Paulina Wallin    | 90     |

| Lp. | Zawodnik          | Punkty |
| --- | ----------------- | ------ |
| 1.  | Jenny Wolf        | 1017   |
| 2.  | Lee Sang-hwa      | 835    |
| 3.  | Wang Beixing      | 750    |
| 4.  | Sayuri Ōsuga      | 597    |
| 5.  | Annette Gerritsen | 467    |
| 6.  | Chiara Simionato  | 434    |
| 7.  | Xing Aihua        | 421    |
| 8.  | Margot Boer       | 405    |
| 9.  | Swietłana Kajkan  | 370    |
| 10. | Ren Hui           | 341    |

| Lp. | Zawodnik          | Punkty |
| --- | ----------------- | ------ |
| 1.  | Chiara Simionato  | 672    |
| 2.  | Shannon Rempel    | 529    |
| 3.  | Anni Friesinger   | 480    |
| 4.  | Marianne Timmer   | 424    |
| 5.  | Annette Gerritsen | 401    |
| 6.  | Ireen Wüst        | 370    |
| 7.  | Christine Nesbitt | 350    |
| 8.  | Sayuri Yoshii     | 272    |
| 9.  | Kristina Groves   | 265    |
| 10. | Nao Kodaira       | 264    |

| Lp. | Zawodnik               | Punkty |
| --- | ---------------------- | ------ |
| 1.  | Ireen Wüst             | 480    |
| 2.  | Anni Friesinger        | 480    |
| 3.  | Kristina Groves        | 370    |
| 4.  | Christine Nesbitt      | 316    |
| 5.  | Daniela Anschütz-Thoms | 266    |
| 6.  | Paulien van Deutekom   | 217    |
| 7.  | Martina Sáblíková      | 208    |
| 8.  | Cindy Klassen          | 175    |
| 9.  | Wang Fei               | 166    |
| 10. | Katarzyna Wójcicka     | 162    |

| Lp. | Zawodnik               | Punkty |
| --- | ---------------------- | ------ |
| 1.  | Martina Sáblíková      | 540    |
| 2.  | Daniela Anschütz-Thoms | 426    |
| 3.  | Claudia Pechstein      | 402    |
| 4.  | Renate Groenewold      | 355    |
| 5.  | Kristina Groves        | 320    |
| 6.  | Ireen Wüst             | 230    |
| 7.  | Marja Vis              | 223    |
| 8.  | Catherine Raney        | 182    |
| 9.  | Paulien van Deutekom   | 180    |
| 10. | Maren Haugli           | 147    |

| Lp. | Zawodnik | Punkty |
| --- | -------- | ------ |
| 1.  | Holandia | 240    |
| 2.  | Rosja    | 230    |
| 3.  | Niemcy   | 220    |
| 4.  | Kanada   | 210    |
| 5.  | Japonia  | 180    |
| 6.  | Polska   | 126    |
| 7.  | Rumunia  | 80     |
| 8.  | Chiny    | 45     |

### Mężczyźni

#### Wyniki
| Data                 | Miejsce                                                      | Konkurencja                                                  | Zwycięzca                                                    | 2. miejsce                                                   | 3. miejsce                                                   |
| -------------------- | ------------------------------------------------------------ | ------------------------------------------------------------ | ------------------------------------------------------------ | ------------------------------------------------------------ | ------------------------------------------------------------ |
| 10-12 listopada 2006 | Heerenveen                                                   | 500 m (10 listopada)                                         | Keiichirō Nagashima                                          | Lee Kang-seok                                                | Lee Kyu-hyeok                                                |
| 10-12 listopada 2006 | Heerenveen                                                   | 1500 m (10 listopada)                                        | Erben Wennemars                                              | Shani Davis                                                  | Jan Bos                                                      |
| 10-12 listopada 2006 | Heerenveen                                                   | 1000 m (11 listopada)                                        | Lee Kyu-hyeok                                                | Beorn Nijenhuis                                              | Erben Wennemars                                              |
| 10-12 listopada 2006 | Heerenveen                                                   | 5000 m (11 listopada)                                        | Sven Kramer                                                  | Carl Verheijen                                               | Eskil Ervik                                                  |
| 10-12 listopada 2006 | Heerenveen                                                   | 500 m (12 listopada)                                         | Keiichirō Nagashima                                          | Lee Kyu-hyeok                                                | Pekka Koskela                                                |
| 10-12 listopada 2006 | Heerenveen                                                   | 1000 m (12 listopada)                                        | Shani Davis                                                  | Lee Kyu-hyeok                                                | Denny Morrison                                               |
| 17-19 listopada 2006 | Berlin                                                       | 500 m (17 listopada)                                         | Lee Kyu-hyeok                                                | Lee Kang-seok                                                | Tucker Fredricks                                             |
| 17-19 listopada 2006 | Berlin                                                       | 5000 m (17 listopada)                                        | Sven Kramer                                                  | Carl Verheijen                                               | Eskil Ervik                                                  |
| 17-19 listopada 2006 | Berlin                                                       | 500 m (18 listopada)                                         | Pekka Koskela                                                | Lee Kang-seok                                                | Lee Kyu-hyeok                                                |
| 17-19 listopada 2006 | Berlin                                                       | 1500 m (18 listopada)                                        | Enrico Fabris                                                | Erben Wennemars                                              | Shani Davis                                                  |
| 17-19 listopada 2006 | Berlin                                                       | 1000 m (19 listopada)                                        | Erben Wennemars                                              | Mun Jun                                                      | Lee Kyu-hyeok                                                |
| 17-19 listopada 2006 | Berlin                                                       | Drużynowo (19 listopada)                                     | Holandia Carl Verheijen · Erben Wennemars · Sven Kramer      | Norwegia Eskil Ervik · Håvard Bøkko · Henrik Christiansen    | Kanada Steven Elm · Arne Dankers · Denny Morrison            |
| 25-26 listopada 2006 | Moskwa                                                       | 1500 m (25 listopada)                                        | Erben Wennemars                                              | Enrico Fabris                                                | Iwan Skobriew                                                |
| 25-26 listopada 2006 | Moskwa                                                       | 10 000 m (26 listopada)                                      | Enrico Fabris                                                | Tobias Schneider                                             | Øystein Grødum                                               |
| 2-3 grudnia 2006     | Harbin                                                       | 500 m (2 grudnia)                                            | Pekka Koskela                                                | Lee Kang-seok                                                | Lee Kyu-hyeok                                                |
| 2-3 grudnia 2006     | Harbin                                                       | 1000 m (2 grudnia)                                           | Lee Kyu-hyeok                                                | Erben Wennemars                                              | Beorn Nijenhuis                                              |
| 2-3 grudnia 2006     | Harbin                                                       | 100 m (3 grudnia)                                            | Yūya Oikawa                                                  | Lee Kang-seok                                                | Pekka Koskela                                                |
| 2-3 grudnia 2006     | Harbin                                                       | 500 m (3 grudnia)                                            | Keiichirō Nagashima                                          | Lee Kyu-hyeok                                                | Lee Kang-seok                                                |
| 2-3 grudnia 2006     | Harbin                                                       | 1000 m (3 grudnia)                                           | Lee Kyu-hyeok                                                | Erben Wennemars                                              | Mun Jun                                                      |
| 9-10 grudnia 2006    | Nagano                                                       | 500 m (9 grudnia)                                            | Keiichirō Nagashima                                          | Lee Kang-seok                                                | Pekka Koskela                                                |
| 9-10 grudnia 2006    | Nagano                                                       | 1000 m (9 grudnia)                                           | Pekka Koskela                                                | Beorn Nijenhuis                                              | Erben Wennemars                                              |
| 9-10 grudnia 2006    | Nagano                                                       | 100 m (10 grudnia)                                           | Yūya Oikawa                                                  | Hiroyasu Shimizu                                             | Keiichirō Nagashima                                          |
| 9-10 grudnia 2006    | Nagano                                                       | 500 m (10 grudnia)                                           | Lee Kang-seok                                                | Keiichirō Nagashima                                          | Pekka Koskela                                                |
| 9-10 grudnia 2006    | Nagano                                                       | 1000 m (10 grudnia)                                          | Jan Bos                                                      | Lee Kyu-hyeok                                                | Erben Wennemars                                              |
| 12-14 stycznia 2007  | 104. mistrzostwa Europy w wieloboju 2007 – Collalbo          | 104. mistrzostwa Europy w wieloboju 2007 – Collalbo          | 104. mistrzostwa Europy w wieloboju 2007 – Collalbo          | 104. mistrzostwa Europy w wieloboju 2007 – Collalbo          | 104. mistrzostwa Europy w wieloboju 2007 – Collalbo          |
| 20-21 stycznia 2007  | 38. Mistrzostwa świata w wieloboju sprinterskim 2007 – Hamar | 38. Mistrzostwa świata w wieloboju sprinterskim 2007 – Hamar | 38. Mistrzostwa świata w wieloboju sprinterskim 2007 – Hamar | 38. Mistrzostwa świata w wieloboju sprinterskim 2007 – Hamar | 38. Mistrzostwa świata w wieloboju sprinterskim 2007 – Hamar |
| 27-28 stycznia 2007  | Heerenveen                                                   | 500 m (25 stycznia)                                          | Pekka Koskela                                                | Tucker Fredricks                                             | Dmitrij Łobkow                                               |
| 27-28 stycznia 2007  | Heerenveen                                                   | 1000 m (26 stycznia)                                         | Shani Davis                                                  | Erben Wennemars                                              | Beorn Nijenhuis                                              |
| 27-28 stycznia 2007  | Heerenveen                                                   | 100 m (26 stycznia)                                          | Jan Smeekens                                                 | Mika Poutala                                                 | Maciej Ustynowicz                                            |
| 27-28 stycznia 2007  | Heerenveen                                                   | 500 m (27 stycznia)                                          | Tucker Fredricks                                             | Pekka Koskela                                                | Shani Davis                                                  |
| 27-28 stycznia 2007  | Heerenveen                                                   | 1000 m (27 stycznia)                                         | Shani Davis                                                  | Erben Wennemars                                              | Jewgienij Łalenkow                                           |
| 3-4 lutego 2007      | Turyn                                                        | 1500 m (3 lutego)                                            | Enrico Fabris                                                | Erben Wennemars                                              | Denny Morrison                                               |
| 3-4 lutego 2007      | Turyn                                                        | Drużynowo (3 lutego)                                         | Kanada Steven Elm · Arne Dankers · Denny Morrison            | Rosja Jewgienij Łalenkow · Aleksiej Junin · Iwan Skobriew    | Włochy Enrico Fabris · Matteo Anesi · Luca Stefani           |
| 3-4 lutego 2007      | Turyn                                                        | 5000 m (4 lutego)                                            | Sven Kramer                                                  | Carl Verheijen                                               | Eskil Ervik                                                  |
| 9-11 lutego 2007     | 101. mistrzostwa świata w wieloboju 2007 – Heerenveen        | 101. mistrzostwa świata w wieloboju 2007 – Heerenveen        | 101. mistrzostwa świata w wieloboju 2007 – Heerenveen        | 101. mistrzostwa świata w wieloboju 2007 – Heerenveen        | 101. mistrzostwa świata w wieloboju 2007 – Heerenveen        |
| 17-18 lutego 2007    | Erfurt                                                       | 10 000 m (17 lutego)                                         | Sven Kramer                                                  | Carl Verheijen                                               | Brigt Rykkje                                                 |
| 17-18 lutego 2007    | Erfurt                                                       | 1500 m (18 lutego)                                           | Enrico Fabris                                                | Erben Wennemars                                              | Mark Tuitert                                                 |
| 17-18 lutego 2007    | Erfurt                                                       | Drużynowo (18 lutego)                                        | Holandia Sven Kramer · Carl Verheijen · Wouter Olde Heuvel   | Szwecja Johan Röjler · Daniel Friberg · Joel Eriksson        | Japonia Teruhiro Sugimori · Shingo Doi · Hiroki Hirako       |
| 2-4 marca 2007       | Calgary                                                      | 1000 m (2 marca)                                             | Denny Morrison                                               | Shani Davis                                                  | Jewgienij Łalenkow                                           |
| 2-4 marca 2007       | Calgary                                                      | 500 m (2 marca)                                              | Tucker Fredricks                                             | Dmitrij Łobkow                                               | Jōji Katō                                                    |
| 2-4 marca 2007       | Calgary                                                      | 5000 m (3 marca)                                             | Sven Kramer                                                  | Carl Verheijen                                               | Enrico Fabris                                                |
| 2-4 marca 2007       | Calgary                                                      | 500 m (3 marca)                                              | Yūya Oikawa                                                  | Lee Kang-seok                                                | Tucker Fredricks                                             |
| 2-4 marca 2007       | Calgary                                                      | 1500 m (4 marca)                                             | Shani Davis                                                  | Erben Wennemars                                              | Denny Morrison                                               |
| 2-4 marca 2007       | Calgary                                                      | 100 m (4 marca)                                              | Yūya Oikawa                                                  | Jōji Katō                                                    | Maciej Ustynowicz                                            |
| 8-11 marca 2007      | 10. Mistrzostwa świata na dystansach 2007 – Salt Lake City   | 10. Mistrzostwa świata na dystansach 2007 – Salt Lake City   | 10. Mistrzostwa świata na dystansach 2007 – Salt Lake City   | 10. Mistrzostwa świata na dystansach 2007 – Salt Lake City   | 10. Mistrzostwa świata na dystansach 2007 – Salt Lake City   |

#### Klasyfikacje
| Lp. | Zawodnik          | Punkty |
| --- | ----------------- | ------ |
| 1.  | Yūya Oikawa       | 350    |
| 2.  | Maciej Ustynowicz | 247    |
| 3.  | Pekka Koskela     | 208    |
| 4.  | Jōji Katō         | 201    |
| 5.  | Yu Fengtong       | 198    |
| 6.  | Tadashi Obara     | 195    |
| 7.  | Mika Poutala      | 188    |
| 8.  | Jan Smeekens      | 139    |
| 9.  | An Weijiang       | 120    |
| 10. | Ermanno Ioriatti  | 117    |

| Lp. | Zawodnik            | Punkty |
| --- | ------------------- | ------ |
| 1.  | Tucker Fredricks    | 825    |
| 2.  | Keiichirō Nagashima | 825    |
| 3.  | Pekka Koskela       | 798    |
| 4.  | Lee Kang-seok       | 778    |
| 5.  | Lee Kyu-hyeok       | 663    |
| 6.  | Dmitrij Łobkow      | 498    |
| 7.  | Yu Fengtong         | 479    |
| 8.  | Yūya Oikawa         | 440    |
| 9.  | Jōji Katō           | 435    |
| 10. | Mike Ireland        | 319    |

| Lp. | Zawodnik                 | Punkty |
| --- | ------------------------ | ------ |
| 1.  | Erben Wennemars          | 730    |
| 2.  | Lee Kyu-hyeok            | 700    |
| 3.  | Shani Davis              | 540    |
| 4.  | Jan Bos                  | 502    |
| 5.  | Stefan Groothuis         | 439    |
| 6.  | Beorn Nijenhuis          | 396    |
| 7.  | Pekka Koskela            | 384    |
| 8.  | Mun Jun                  | 364    |
| 9.  | François-Olivier Roberge | 324    |
| 10. | Jewgienij Łalenkow       | 300    |

| Lp. | Zawodnik           | Punkty |
| --- | ------------------ | ------ |
| 1.  | Erben Wennemars    | 560    |
| 2.  | Enrico Fabris      | 476    |
| 3.  | Denny Morrison     | 305    |
| 4.  | Shani Davis        | 300    |
| 5.  | Jewgienij Łalenkow | 243    |
| 6.  | Jan Bos            | 216    |
| 7.  | Simon Kuipers      | 193    |
| 8.  | Steven Elm         | 139    |
| 9.  | Stefan Groothuis   | 136    |
| 10. | Mun Jun            | 136    |

| Lp. | Zawodnik         | Punkty |
| --- | ---------------- | ------ |
| 1.  | Sven Kramer      | 500    |
| 2.  | Carl Verheijen   | 400    |
| 3.  | Enrico Fabris    | 335    |
| 4.  | Eskil Ervik      | 290    |
| 5.  | Bob de Jong      | 265    |
| 6.  | Øystein Grødum   | 256    |
| 7.  | Tobias Schneider | 231    |
| 8.  | Arne Dankers     | 203    |
| 9.  | Brigt Rykkje     | 200    |
| 10. | Håvard Bøkko     | 163    |

| Lp. | Zawodnik          | Punkty |
| --- | ----------------- | ------ |
| 1.  | Holandia          | 236    |
| 2.  | Kanada            | 210    |
| 3.  | Niemcy            | 170    |
| 4.  | Włochy            | 165    |
| 5.  | Szwecja           | 160    |
| 6.  | Japonia           | 158    |
| 7.  | Rosja             | 157    |
| 8.  | Norwegia          | 146    |
| 9.  | Stany Zjednoczone | 114    |
| 10. | Polska            | 96     |